# Tjeckoslovakien i olympiska sommarspelen 1924
Tjeckoslovakien deltog med 133 deltagare vid de olympiska sommarspelen 1924 i Paris. Totalt vann de en guldmedalj, fyra silvermedaler och fem bronsmedaljer.

## Medaljer

### Guld
- Bedřich Šupčík - Gymnastik, repklättring.

### Silver
- Robert Pražák - Gymnastik, mångkamp.
- Robert Pražák - Gymnastik, barr.
- Robert Pražák - Gymnastik, ringar.
- Jan Koutný - Gymnastik, hopp.

### Brons
- Bedřich Šupčík - Gymnastik, mångkamp.
- Ladislav Vácha - Gymnastik, ringar.
- Ladislav Vácha - Gymnastik, repklättring.
- Bohumil Mořkovský - Gymnastik, hopp.
- Bohumil Durdis - Tyngdlyftning.